# Marey-lès-Fussey
Marey-lès-Fussey és un municipi francès, situat al departament de la Costa d'Or i a la regió de Borgonya - Franc Comtat. L'any 2007 tenia 70 habitants.

## Demografia

### Població
El 2007 la població de fet de Marey-lès-Fussey era de 70 persones. Hi havia 28 famílies, de les quals 4 eren unipersonals (4 homes vivint sols), 8 parelles sense fills i 16 parelles amb fills.
La població ha evolucionat segons el següent gràfic:
Habitants censats

### Habitatges
El 2007 hi havia 35 habitatges, 27 eren l'habitatge principal de la família i 8 eren segones residències. 32 eren cases i 3 eren apartaments. Dels 27 habitatges principals, 23 estaven ocupats pels seus propietaris, 2 estaven llogats i ocupats pels llogaters i 2 estaven cedits a títol gratuït; 1 tenia dues cambres, 3 en tenien tres, 4 en tenien quatre i 20 en tenien cinc o més. 24 habitatges disposaven pel capbaix d'una plaça de pàrquing. A 17 habitatges hi havia un automòbil i a 10 n'hi havia dos o més.

### Piràmide de població
La piràmide de població per edats i sexe el 2009 era:
| Homes | Edats   | Dones |
| ----- | ------- | ----- |
| 0     | 95 o +  | 0     |
| 0     | 90 a 94 | 0     |
| 0     | 85 a 89 | 0     |
| 0     | 80 a 84 | 0     |
| 4     | 75 a 79 | 0     |
| 0     | 70 a 74 | 4     |
| 4     | 65 a 69 | 4     |
| 0     | 60 a 64 | 0     |
| 0     | 55 a 59 | 0     |
| 8     | 50 a 54 | 0     |
| 0     | 45 a 49 | 4     |
| 0     | 40 a 44 | 0     |
| 4     | 35 a 39 | 8     |
| 8     | 30 a 34 | 0     |
| 0     | 25 a 29 | 4     |
| 0     | 20 a 24 | 0     |
| 8     | 15 a 19 | 4     |
| 8     | 10 a 14 | 0     |
| 4     | 5 a 9   | 0     |
| 4     | 0 a 4   | 4     |

## Economia
El 2007 la població en edat de treballar era de 52 persones, 42 eren actives i 10 eren inactives. De les 42 persones actives 40 estaven ocupades (20 homes i 20 dones) i 2 estaven aturades (1 home i 1 dona). De les 10 persones inactives 3 estaven jubilades, 6 estaven estudiant i 1 estava classificada com a «altres inactius».
Activitats econòmiques
Dels 8 establiments que hi havia el 2007, 1 era d'una empresa de comerç i reparació d'automòbils, 2 d'empreses d'hostatgeria i restauració, 1 d'una empresa immobiliària i 4 d'empreses de serveis.
Els 2 serveis als particulars que hi havia el 2009 eren restaurants.
L'any 2000 a Marey-lès-Fussey hi havia 11 explotacions agrícoles que ocupaven un total de 264 hectàrees.

## Poblacions més properes
El següent diagrama mostra les poblacions més properes.